# Miguel Hidalgo Sacaolas
Miguel Hidalgo Sacaolas es un ejido del municipio de Balancán ubicado en la subregión de los Ríos del estado mexicano de Tabasco.

## Geografía
La localidad se ubica a 48.4 kilómetros (en dirección este) de la localidad de Balancán de Domínguez, la cabecera y lugar más poblado del municipio. Se sitúa en las coordenadas geográficas 17°38′43″N 91°06′40″O / 17.645278, -91.111111, a una elevación de 41 metros sobre el nivel del mar.

## Demografía
Según el Conteo de Población y Vivienda 2020, efectuado por el Instituto Nacional de Estadística y Geografía, la localidad de Miguel Hidalgo Sacaolas tiene 513 habitantes, de los cuales 258 son del sexo masculino y 255 del sexo femenino. Su tasa de fecundidad es de 2.76 hijos por mujer y tiene 124 viviendas particulares habitadas.
| Gráfica de evolución demográfica de Miguel Hidalgo Sacaolas entre 1940 y 2020 |
|                                                                               |
| INEGI.                                                                        |